# New Kingman-Butler, Arizona
New Kingman-Butler je naseljeno područje za statističke svrhe u američkoj saveznoj državi Arizona. Prema popisu stanovništva iz 2010. u njemu je živjelo 12,134 stanovnika.